# 国民議会 (ガンビア)
国民議会（こくみんぎかい、英語: National Assembly）は、ガンビアの立法府である。

## 概要
一院制、定数58、任期5年。
小選挙区制で選出される。